# Kamsoft
KAMSOFT S.A. – polska spółka informatyczna z główną siedzibą w Katowicach przy ulicy 1 Maja, specjalizująca się w projektowaniu oraz dostarczaniu rozwiązań IT dla podmiotów działających na rynku ochrony zdrowia w Polsce.

## Historia
Historia firmy sięga roku 1985, w którym zostało założone Przedsiębiorstwo Informatyczne KAMSOFT. Począwszy od 1990 roku firma skoncentrowała się na informatyzacji rynku ochrony zdrowia, tworząc projekt Ogólnopolskiego Systemu Ochrony Zdrowia (OSOZ), mający na celu zintegrowanie systemu opieki zdrowotnej, w zakresie automatyzacji wymiany informacji pomiędzy pacjentem a pracownikami opieki zdrowotnej. W 2009 roku przedsiębiorstwo zostało przekształcone w obecną formę. Obecnie firma zatrudnia ponad 700 pracowników oraz posiada kilkanaście oddziałów w Polsce. Jest to podmiot dominujący grupy kapitałowej, w skład której wchodzą również podmioty wdrażające i utrzymujące rozwiązania dla klientów oraz podmioty prowadzące badania rynku zdrowia i dostarczające bazy wiedzy. KAMSOFT S.A. dostarcza rozwiązania informatyczne dla aptek, placówek medycznych, gabinetów lekarskich, szpitali, laboratoriów medycznych, Centrali i Oddziałów Wojewódzkich Narodowego Funduszu Zdrowia, Ministerstwa Zdrowia, hurtowni farmaceutycznych, weterynaryjnych oraz firm farmaceutycznych. Ponadto, firma oferuje rozwiązania IT dla kadry zarządzającej i administracji. W portfolio produktów KAMSOFT znajdują się także serwisy dla pacjentów: KtoMaLek.pl, LekarzeBezKolejki.pl oraz aplikacja mobilna VisiMed.

## Działalność
Działalność KAMSOFT S.A. koncentruje się na następujących sektorach:
- Oprogramowanie dla sektora farmaceutycznego, m.in. KS-AOW, KS-OMNIPHARM;
- Baza Leków i Środków Ochrony Zdrowia KS-BLOZ;
- Oprogramowanie dla sektora medycznego, m.in. KS-SOMED, KS-PPS, SERUM, KS-MEDIS, KS-SOLAB, aplikacje mobilne dla personelu medycznego;
- Oprogramowanie dla Narodowego Funduszu Zdrowia;
- Oprogramowanie dla hurtowni farmaceutycznych i weterynaryjnych KS-HFW, KS-HWW;
- Oprogramowanie klasy ERP KS-ZZL, KS-FKW;
- Serwisy i aplikacje dla pacjentów KtoMaLek.pl, LekarzeBezKolejki.pl, VisiMed.

### Grupa kapitałowa
KAMSOFT S.A. jest spółką wiodącą w grupie kapitałowej KAMSOFT, w skład której wchodzą:
- KAMSOFT Mazowsze Sp. z o.o.
- KAMSOFT Podlasie Sp. z o.o.
- KAMSOFT Pomorze Sp. z o.o.
- KAMSOFT Warmia Sp. z o.o.
- Merido Sp. z o.o.
- PEX Sp. z o.o.
- PI KAMSOFT
- Mediporta Sp. z o.o.
- Pharmindex Poland Sp. z o.o.
- Elsta Sp. z o.o.
- Elsta Elektronika Sp. z o.o.